# Конник, Роберт Элвелл
Роберт Элвелл Конник (англ. Robert Elwell Connick; 29 июля 1917 — 21 августа 2014) — профессор химии Калифорнийского университета в Беркли, известный своим вкладом в исследование кинетики и механизмов неорганических реакций; ректор Калифорнийского университета.

## Биография

### Ранние годы и образование
Роберт Конник родился в городе Юрика, штат Калифорния, он был вторым ребенком Флоренции и Артура Конников. Его отец был банкиром. В 1929 г. семья, включая Роберта и его троих сестер, переехала в Беркли. Он окончил школу в Беркли, затем продолжил обучение в Калифорнийском университете, здесь он получил степень бакалавра (1939), а затем - степень Ph.D. (1942).

### Научная карьера
- С 1943 преподавал в Калифорнийском университете, основная специализация - неорганическая химия, с 1952 – профессор.
- С 1943 по 1946 участвовал в Манхэттенском проекте в качестве научного сотрудника, занимался изучением химии плутония и разработкой методов его выделения.
- В 1963 году Р. Конник был избран членом Национальной Академии наук.
- В 1974 году стал главным научным сотрудником в Национальной лаборатории Лоуренса в Беркли.

### Административная служба
Конник много времени уделял административным обязанностям в Колледже Химии и Университете Беркли: 
- 1958—1960 — председатель кафедры химии;
- 1960—1965 — декан колледжа Химии;
- 1965—1971 — вице-канцлер Беркли;
- 1972 — председатель Академического сената Беркли;
- 1982—1983 — председатель Калифорнийского университета;
- В 1988 ушел на пенсию.

## Научные исследования

### Манхэттенский проект
В рамках Манхэттенского проекта (1943-1946) Конник исследовал основные химические свойства плутония. Поскольку в тот период, вскоре после открытия плутония, были доступны лишь малые количества этого элемента, он придумал специальную технику выделения этого элемента. В ходе работы обнаружились специфические окислительно–восстановительные свойства плутония и существование нескольких комплексных ионов . Эти дало возможность ученому разработать несколько различных процессов выделения, которые в дальнейшем совершенствовались.

### Основные области исследований
После работы над плутонием Конник и его студенты обратили внимание на несколько тяжелых элементов, свойства которых еще не были изучены. Для того, чтобы обнаружить отдельные ионы этих элементов, присутствующих в водном растворе, Конник впервые применил метод распределительного равновесия в неводных растворителях, содержащих специфические хелатирующие агенты. Этот метод, который он впервые применил к цирконию, а затем к рутению и другим элементам, впоследствии широко применялся химиками по всему миру.
Для исследования хода быстрых химических реакций Конник использовал новые инструментальные техники; он одним из первых применил ядерный магнитный резонанс для изучения неорганических комплексных ионов. 
Основные области его исследований включали ЯМР, кинетику реакций, реакции обмена лигандами, гидролитическую олигомеризацию , химию рутения и  серы и компьютерное моделирование реакций обмена. Наиболее широкую известность Конник получил за исследование методом ЯМР реакций водного обмена.

## Почести и награды
- С 1963 — член Национальной академии наук.
- 1968 — премия имени Г. Н. Льюиса.
- 1948, 1958 — стипендия Гуггенхайма.
- 1971 — университетская награда «Благодарность Беркли».
- 1988 — медаль Беркли.

## Память
Заслуженный профессор Университета Огайо Джеймс Тонг, один из студентов Конника, утвердил студенческую стипендию имени Конника, которой награждаются студенты отделения химии за выдающиеся академические достижения.  Также им основана студенческая исследовательская стипендия в области химии, носящая имя Роберта и Френсис Конник. 

## Семья
В 1952 году Конник женился на Френсис Джейн Спейс, которая получила докторскую степень в Колледже Химии Беркли (1947). 
У Роберта Конника и его жены Френсис был общий интерес к изучению других культур, они активно путешествовали по всему миру. После его ухода на пенсию супруги занялись исследованием наскальных рисунков, документируя свои находки и докладывая о них на симпозиумах. Им принадлежит обнаружение и описание одного из старейших петроглифов в Северной Америке, около озера Виннемукка.
Бывший аспирант Варрен Клиффорд, который знал Роберта и Френсис еще до их свадьбы, считал их брак идеальным, так как у них было много общих интересов, а компанией друг друга они искренне наслаждались. Конник и Френсис были женаты около 60 лет. В 2009 году Френсис умерла. У них было шестеро детей и девять внуков. 

## Личные качества
Его коллега Колледжа Химии Джейн Счейбер, описывала его как человека честного, справедливого и прагматичного: 
Сочетая прагматизм с прямолинейностью и дипломатичностью, Конник действовал смело и самоотверженно, отстаивая интересы университета. В то же самое время, он всегда интересовался состоянием каждого сотрудника в отдельности в той же степени, что и факультета в целом.
 
Дин Файн, один из его студентов, говорил о нем: 
Я никогда не переставал удивляться его острому уму, эрудиции, аккуратности, и даже его темпераменту.
Дочь Конника описывала отца как «очень любопытного до всего, что окружает его». 